# Соснівка (Берестинський район)
Сосні́вка (МФА: [soˈsɲiu̯kɐ] ( прослухати)) — село в Україні, у Берестинському районі Харківської області. Населення становить 473 особи. Орган місцевого самоврядування — Наталинська сільська громада.

## Географія
Село Соснівка знаходиться на відстані 2 км від річки Берестова (лівий берег), вище за течією на відстані 1 км розташоване село Березівка, нижче за течією на відстані 3 км розташоване село Петрівка, на протилежному березі розташоване село Калинівка. Між селом і річкою лісові масиви. Через село протікає пересихаюча річка Михайлівська.

## Історія
1910 — дата заснування як села Циглерівка.
Під час організованого радянською владою Голодомору 1932—1933 років помер щонайменше 231 житель села.
1947 року перейменоване в село Соснівка.

## Населення
Згідно з переписом УРСР 1989 року чисельність наявного населення села становила 493 особи, з яких 214 чоловіків та 279 жінок.
За переписом населення України 2001 року в селі мешкала 471 особа.

### Мова
Розподіл населення за рідною мовою за даними перепису 2001 року:
| Мова       | Відсоток |
| ---------- | -------- |
| українська | 91,97 %  |
| російська  | 6,77 %   |
| білоруська | 0,85 %   |
| молдовська | 0,21 %   |
| інші       | 0,20 %   |

## Символіка

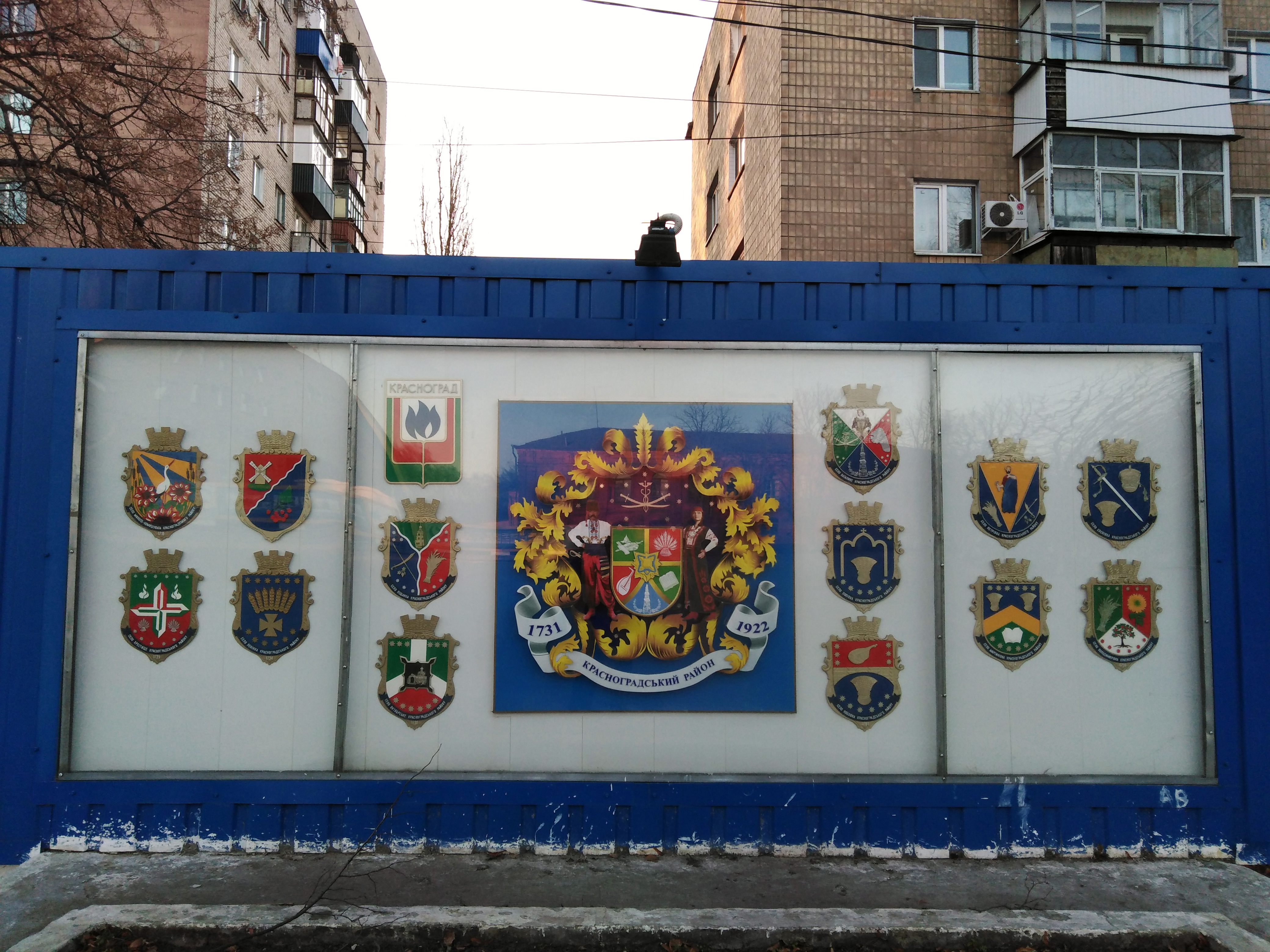
Герби населених пунктів Берестинського району серед них праворуч, герб села Соснівка

Герб села Соснівка має форму іспанського щита, який вписано у золотий декоративний картуш, що увінчаний золотою короною із злакових колосів. Щит герба має одне поле — блакитного кольору, умовно розділене на дві частини гусарською шаблею, де розташовані зображення:
- у верхній правій частині щита — стилізоване золоте зображення ківера — відображає факт заснування поселення Циглерівка у 1764 році підполковником курського гусарського полку фон Циглером.
- у нижній лівій частині щита –золоте зображення колосів пшениці — є ознакою сільськогосподарської направленності регіону з давніх часів.

В нижній частині картуша розміщено стрічку синього кольору з написом срібними літерами «село Соснівка Красноградського району», а також напис срібними літерами «1764». На картуші розміщено стрічку синього кольору з написом срібними літерами «село Соснівка Красноградського району».

## Економіка
- Молочно-товарна ферма.

## Об'єкти соціальної сфери
- Школа.

## Релігія
- Церква Віри, Надії, Любові і матері їх Софії.